# Kołosowka-Zapadnaja
Kołosowka-Zapadnaja, Kołosowka Zachodnia (ros. Колосовка-Западная) – stacja kolejowa w miejscowości Kołosowka, w rejonie zielenogradskim, w obwodzie królewieckim, w Rosji. Położona jest na linii Królewiec – Pionierskij – Swietłogorsk.

## Historia
W okresie przynależności tych terenów do Niemiec istniał w tym miejscu przystanek kolejowy Willgaiten.